# توم هيكي (سياسي)
توم هيكي هو سياسي كندي، ولد في 15 فبراير 1933 في Logy Bay-Middle Cove-Outer Cove ‏ في كندا، وتوفي في 2 يناير 2020. نشط حزبياً في حزب المحافظين التقدمي في نيوفندلاند ولابرادور ‏. وقد انتخب عضو المجلس النيابي لنيوفندلاند ولابرادور ‏ (1966 – 1986).